# آلدو سامبرل
آلدو سامبرل (اسپانیایی: Aldo Sambrell‎؛ ۲۳ فوریه ۱۹۳۱ – ۱۰ ژوئیه ۲۰۱۰) کارگردان، بازیگر، تهیه‌کننده فیلم و فیلم‌نامه‌نویس اهل اسپانیا بود.
از فیلم‌هایی که وی در آن نقش داشته است، می‌توان به بن و چارلی، سفیدبرفی و همراهان، امانوئل در ییلاق، مرثیه‌ای برای یک بیگانه، شفت در آفریقا، خشم آپاچی، خوب، بد، زشت، به خاطر یک مشت دلار، به خاطر چند دلار بیشتر، روزی روزگاری در غرب، سرت را بدزد، احمق!، عروسک شیطان، سفر طلایی سندباد، آریزونا کلت بازمی‌گردد و فرمان گم‌شده اشاره کرد.